# Gashau Ayale
Gashau Ayale (hebräisch גשאו איילה, amharisch ጋሻው አያሌ; * 22. August 1996 in Äthiopien) ist ein israelischer Leichtathlet äthiopischer Herkunft, der sich auf die Langstreckenläufe spezialisiert hat.

## Sportliche Laufbahn
Gashau Ayale vertritt seit 2015 Israel in internationalen Wettkämpfen. In jenem Jahr war er für den 10.000-Meter-Lauf bei den U20-Europameisterschaften in Schweden qualifiziert, wobei er den zwölften Platz belegte. Ein Jahr später nahm er im Dezember im U23-Rennen an den Crosslauf-Europameisterschaften in Italien teil. Im Rennen über 8 km erreichte er auf dem 40. Platz das Ziel. Auch ein Jahr später nahm er im gleichen Rennen an den Crosslauf-Europameisterschaften, diesmal in der Slowakei, teil, konnte das Rennen dort allerdings nicht beenden. Ein Jahr später trat er zum dritten Mal im U23-Rennen bei den Crosslauf-Europameisterschaften an. In den Niederlanden kam er diesmal auf dem 32. Platz ins Ziel. 2019 gewann Ayale die Bronzemedaille im 5000-Meter-Lauf bei den israelischen Meisterschaften. Ende des Jahres lief er in Valencia erstmals einen Halbmarathon und kam nach 1:02:39 h als 27. ins Ziel. Zwei Jahre später bestritt er an gleicher Stelle zum ersten Mal einen Wettkampf über die Marathondistanz, für die er 2:09:30 h benötigte. 2022 verbesserte Ayale im Mai in London den israelischen Nationalrekord auf 27:49,88 min. Er war zudem der erste Israeli, der unter der Marke von 28 Minuten blieb. Später im August trat er bei den Europameisterschaften in München im Marathon an. Nach 2:10:29 h konnte er hinter Richard Ringer und seinem Landsmann, Maru Teferi, die Bronzemedaille gewinnen. Zusammen mit Teferi und vier weiteren israelischen Athleten gewann er zudem die Goldmedaille in der Marathon-Teamwertung. Zu Beginn des Jahres 2023 steigerte Ayale als Viertplatzierter beim Sevilla-Marathon den israelischen Marathonnationalrekord, den zuvor Teferi hielt, auf 2:05:33 h.

## Wichtige Wettbewerbe
| Jahr               | Veranstaltung                   | Ort                | Platz              | Disziplin          | Zeit               |
| Startet für Israel | Startet für Israel              | Startet für Israel | Startet für Israel | Startet für Israel | Startet für Israel |
| ------------------ | ------------------------------- | ------------------ | ------------------ | ------------------ | ------------------ |
| 2015               | U20-Europameisterschaften       | Eskilstuna         | 12.                | 10.000 m           | 31:02,21 min       |
| 2016               | Crosslauf-Europameisterschaften | Chia               | 40.                | U23-Rennen (8 km)  | 24:12 min          |
| 2018               | Crosslauf-Europameisterschaften | Tilburg            | 32.                | U23-Rennen (8 km)  | 24:55 min          |
| 2022               | Europameisterschaften           | München            | 3.                 | Marathon           | 2:10:29 h          |

## Persönliche Bestleistungen
Freiluft
- 3000 m: 8:05,64 min, 9. Juni 2020, Tel Aviv-Jaffa
- 5000 m: 13:47,78 min, 10. Juni 2023, Tel Aviv
- 10.000 m: 27:49,88 min, 14. Mai 2022, London

Straße
- 10-km-Lauf: 29:23 min, 17. November 2018, Hod haScharon
- Halbmarathon: 1:02:38 h, 10. Dezember 2022, Tiberias
- Marathonlauf: 2:04:53 h, 18. Februar 2024, Sevilla, (israelischer Rekord)